# Ciliciai katolikatosz
A Ciliciai katolikatosz az örmény apostoli ortodox egyház autonóm részegyháza. Székhelye Libanonban, Anteliasban található.